# Ключ 152
Ключ 152 (трад. и упр. 豕)  — ключ Канси со значением "свинья"; один из 20, состоящих из семи штрихов.
В словаре Канси есть 148 символов (из 49 030), которые можно найти c этим радикалом.

## История
Древняя идеограмма свиньи похожа на изображение собаки, только свинья - с коротким хвостом и отвислым брюхом.
Самостоятельно иероглиф используется в значениях: «свинья», «свинина», «кабан», «вепрь».
В качестве ключевого знака используется редко.

Вид в Цзягувэнь
Вид в большой печати Чжуаньшу
Вид в малой печати Чжуаньшу

В словарях находитмя под номером 152.

## Примеры иероглифов
| Доп. штрихи | Иероглифы         |
| ----------- | ----------------- |
| 0           | 豕                |
| 1           | 豖                |
| 3           | 豗                |
| 4           | 豘 豙 豚 豛 豜 豝 |
| 5           | 豞 豟 豠 象       |
| 6           | 豢 豣 豤 豥 豦    |
| 7           | 豧 豨 豩 豪       |
| 9           | 豫 豬 豭 豮       |
| 10          | 豯 豰 豱 豲 豳    |
| 11          | 豴 豵             |
| 12          | 豷                |
| 13          | 豶                |

- Примечание: Ваш браузер может отображать иероглифы неправильно.